# Kjetil Undset
 Kjetil Undset (ur. 24 sierpnia 1970 w Stavanger) – norweski wioślarz. Dwukrotny medalista olimpijski.
Brał udział w trzech igrzyskach (IO 92, IO 96, IO 00), na dwóch zdobywał srebrne medale. W 1992 zajął drugie miejsce w czwórce podwójnej. Osadę tworzyli także Lars Bjønness, Rolf Thorsen i Per Sætersdal. W 1996 był drugi w dwójce podwójnej, partnerował mu Steffen Størseth. Na mistrzostwach świata zdobył trzy medale w dwójce podwójnej: srebro w 1997 i 1998 oraz brąz w 1995.